# Józef Szolc-Wolfowicz

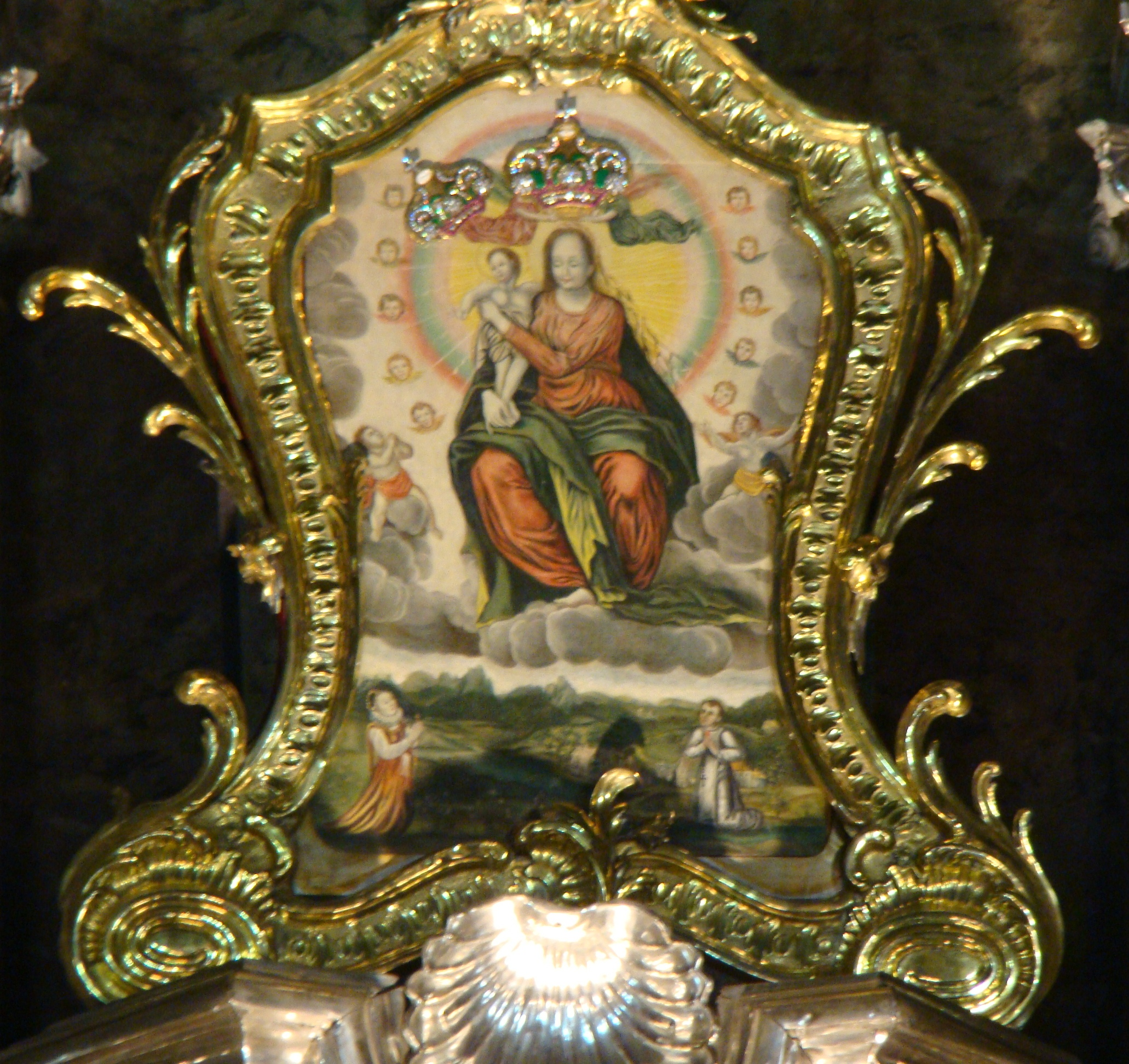
Obraz Matki Bożej Łaskawej Ślicznej Gwiazdy Lwowa

Józef Szolc-Wolfowicz (ur. w XVI wieku, zm. w 1626 albo 1627) – polski malarz, autor obrazu Matki Boskiej Łaskawej z Katedry Łacińskiej we Lwowie, otoczonego już w XVII w. kultem wśród wiernych Kościoła katolickiego.
Gdy 19 czerwca 1598 zmarła jego piętnastoletnia siostrzenica Katarzyna Domagaliczówna, stworzył temperą na desce epitafium na jej grób. Obraz przedstawiał Matkę Boską z Dzieciątkiem, siedzącą na tronie, otoczoną aniołami, spoglądającą na panoramę miasta i pogrążoną w modlitwie Kasię. Obrazowi przyznawano cudowną moc, został wkrótce umieszczony w specjalnie wybudowanej dla niego kaplicy. Modlił się przed nim m.in. król Jan II Kazimierz Waza.